# Commentaires d'Aristote
On désigne par l'expression « commentaires d'Aristote » des écrits visant à expliquer et éclaircir des œuvres d'Aristote.

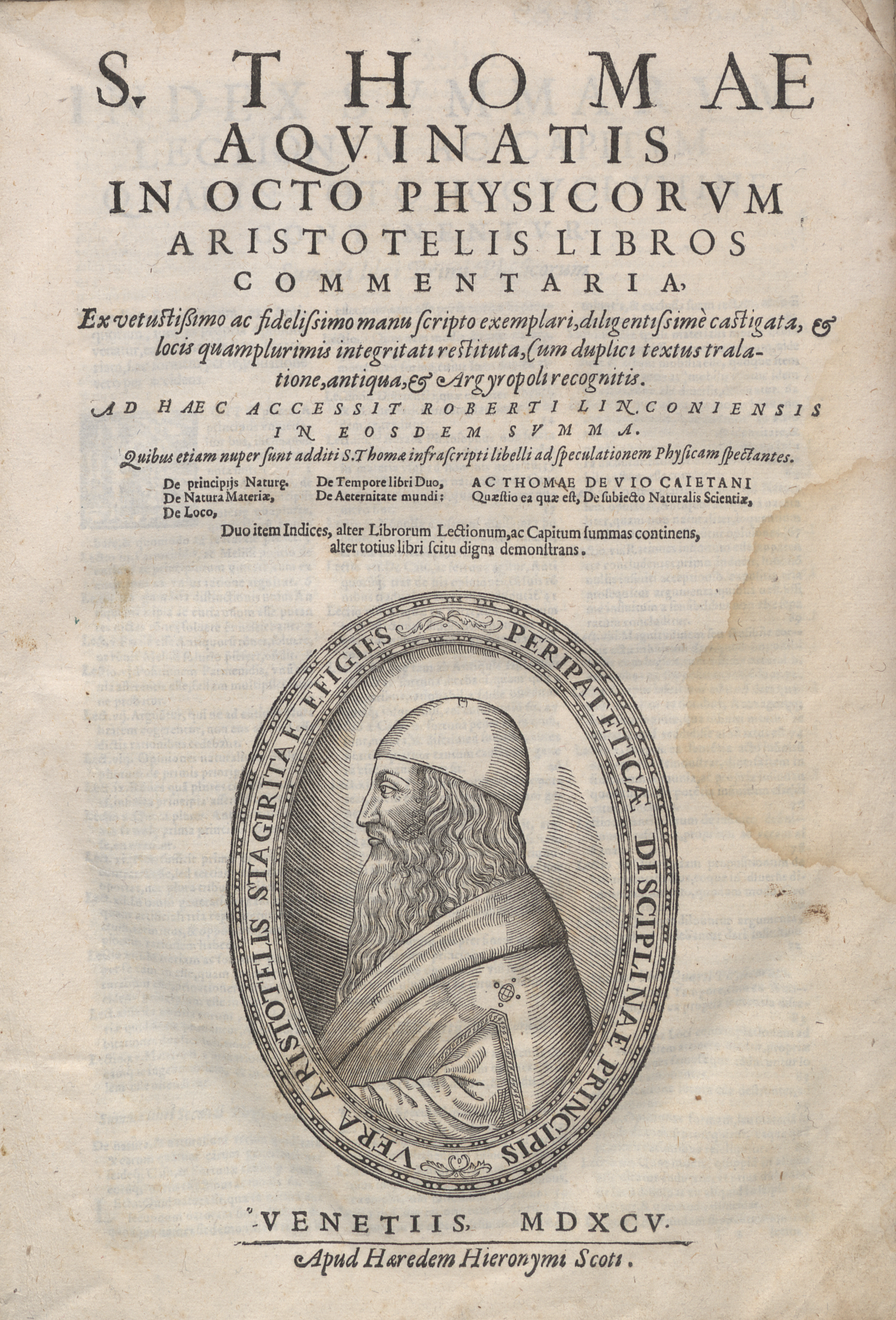
L'un des commentaires de Thomas d'Aquin sur Aristote. Cette édition date de 1595. La page représente Aristote lui-même

De nombreux commentaires d'Aristote ont été rédigés dès l'Antiquité, tradition qui se poursuit longtemps durant le Moyen Âge, et jusqu'à la période contemporaine.
Les origines sont peut-être à chercher à l'époque du Lycée et de Théophraste, le successeur d'Aristote à la tête de l'école. 
Les commentateurs les plus anciens et les plus connus qui nous soient parvenus sont en grec Alexandre d'Aphrodise (v.150 – v.215), Thémistios, Porphyre (234 – v.310), notamment son Isagogè qui influence toute la logique médiévale et qui lègue le problème des universaux, Simplicius (v.490 – v.560), en latin avec Boèce (v.480 – 525) qui donne la traduction latine de plusieurs traités d'Aristote et fait les premiers commentaires pour concilier les vérités raisonnables de la philosophie antique et celles révélées du christianisme. 
Des moines comme Jacques de Venise (fl. deuxième quart du XIIe siècle - mort après 1147) effectuent des traductions de toutes les œuvres d'Aristote à partir des manuscrits grecs byzantins.
Dans la philosophie islamique, Al-Kindi (801 – 873), Al-Fârâbî, le Persan Avicenne et Averroès (1126 – 1198) sont les vulgarisateurs et les commentateurs d'Aristote les plus célèbres. 
Dans l'Occident médiéval, les savants comme Albert le Grand (v.1200 – 1280) reprennent les textes d'Aristote traduits en latin et commentés au début du VIe siècle par Boèce, puis traduisent les commentaires arabes d'Averroès (1126 – 1198), et l'œuvre d'Aristote va se populariser dans l'université médiévale avec Thomas d'Aquin, Duns Scot et Guillaume d'Ockham notamment.

## Commentaires grecs
Les commentateurs byzantins écrivent en grec. Eustrate de Nicée (1050-1060 ou 1120) est platonicien, chrétien, opposé aux lectures arabes d'Aristote. Michel d'Éphèse (1040-1138) reprend les commentaires d'Alexandre d'Aphrodise.

## Commentaires latins
Boèce (480-525) fait les premiers commentaires pour concilier les vérités de la philosophie antique d'Aristote dont il transmet les traités de logique et celles du christianisme. Trois de ses commentaires d'Aristote sont parvenus jusqu'à nous: 

- Introductions aux catégories d'Aristote Introductio ad categoricos syllogismos (515)
- Sur le syllogisme catégorique. De syllogismis categoricis (516)
- Sur le syllogisme hypothétique. De hypotheticis syllogismis (517)
Les traductions latines et les commentaires des traités de logique d'Aristote par Boèce seront la première source de connaissance des auteurs antiques, notamment en mathématique pour Gerbert d'Aurillac (v.945 – 1003), puis pour Albert le Grand (1193 – 1280) et son élève Thomas d'Aquin (1225 – 1274). 

## Commentaires arabes d'Averroès et des averroïstes
Les commentaires d'Aristote par le philosophe musulman Averroès (1126-1198) ont fait dire à Alain de Libera et Hayoun qu'Averroès est « un des pères spirituels de l'Europe occidentale ». 
Rédigés en arabe, ils ont été traduits en latin vers 1230 par Michael Scot, et ont eu par ailleurs une influence majeure sur les penseurs du monde chrétien médiéval, auprès desquels ils ont fortement contribué à la diffusion des cultures grecque et arabe. En particulier, les commentaires du De Anima d'Aristote par Averroès ont influencé la théorie de la connaissance intellectuelle de Thomas d'Aquin. Averroès a été pour cela surnommé Commentator, « le Commentateur » (par excellence).
Il distingue trois types de commentaires, les « abrégés » ou petits commentaires, les « commentaires moyens » et les « grands commentaires ». Ces derniers paraphrasent le texte aristotélicien (ce sont les « lemmes ») et sont complétés par une explication d'Averroès.
Ces commentaires auront une grande influence sur les averroïstes latins, tels Siger de Brabant, Jean de Jandun et Pietro d'Abano.

## Commentaires chrétiens médiévaux
Le premier théologien chrétien qui revendique sa qualité d’aristotélicien est Albert le Grand (ca 1205-1280) qui est formé à partir de 1229 à Padoue par le Père Jourdain de Saxe, successeur de Saint Dominique. Il expose dans ses cours la pensée métaphysique d'Aristote et pose la distinction entre le domaine de la foi, et le domaine de la nature dont les vérités se prouvent par la raison et les causes par l'expérience répétée. 
Il a comme disciple Thomas d'Aquin qui complète ses études en 1245 chez les Dominicains à Paris où il devient l’élève d'Albert le Grand qu'il suit en 1248 à Cologne.

## Commentaires modernes
Au XIXe siècle, nous assistons à un renouveau des études aristotéliciennes, avec Friedrich Adolf Trendelenburg en Allemagne, auteur de commentaires sur l’Organon, et Félix Ravaisson en France. Ce dernier propose un Essai sur la Métaphysique d'Aristote à un concours de l'Académie des sciences morales et politiques en 1834, et il l'augmentera substantiellement dans une réédition de 1845.
Franz Brentano, le maître d'Edmund Husserl, fera sa thèse de doctorat sur les Catégories en 1862.